# Janet McTeer
Janet McTeer (ur. 8 maja 1961 w Newcastle upon Tyne) – brytyjska aktorka, nominowana do Oscara za rolę w filmie Niesione wiatrem. Laureatka nagrody Tony za rolę w sztuce Dom lalki (Nora) Ibsena.
W 1992 roku zagrała u boku Ralpha Fiennesa i Juliette Binoche w filmie Wichrowe Wzgórza. W 1995 roku wystąpiła w filmie Carrington wraz z Emmą Thompson i Jonathanem Pryce’em. McTeer wcieliła się w postać Vanessy Bell, siostry Virginii Woolf.
W 2008 roku otrzymała Order Imperium Brytyjskiego klasy Oficer (OBE).

## Nagrody
- Złoty Glob Najlepsza aktorka w filmie komediowym lub musicalu: 2000 Niesione wiatrem
- Nagroda Tony Najlepsza aktorka w sztuce: 1997 Nora, czyli dom lalki